# Welterbe in Ungarn
Zum Welterbe in Ungarn gehören (Stand 2017) acht UNESCO-Welterbestätten, darunter sieben Stätten des Weltkulturerbes und eine Stätte des Weltnaturerbes. Darunter befindet sich mit dem Neusiedler See auch eine grenzüberschreitende Welterbestätte. Ungarn ist der Welterbekonvention 1985 beigetreten, die ersten zwei Welterbestätten wurden 1987 in die Welterbeliste aufgenommen. Die bislang letzte Welterbestätte wurde 2002 eingetragen.

## Welterbestätten
Die folgende Tabelle listet die UNESCO-Welterbestätten in Ungarn in chronologischer Reihenfolge nach dem Jahr ihrer Aufnahme in die Welterbeliste (K – Kulturerbe, N – Naturerbe, K/N – gemischt, (G) – auf der Liste des gefährdeten Welterbes).
| Bild                                                                      | Bezeichnung                                                                      | Jahr | Typ | Ref. | Beschreibung |
| ------------------------------------------------------------------------- | -------------------------------------------------------------------------------- | ---- | --- | ---- | --- |
| Burgpalast                                                                | Budapest mit Donau-Ufern, Burgviertel Buda und Andrássy-Straße                   | 1987 | K   | 400  | umfasste ursprünglich den Uferbereich der Donau und den Burgpalast in Budapest, 2002 erweitert um die Andrássy-Straße und die der unter der Straße verlaufenden Földalatti, die älteste U-Bahn auf dem europäischen Kontinent |
| (weitere Bilder)                                                          | Altes Dorf Hollókő und Umgebung (Lage)                                           | 1987 | K   | 401  | Hollókő besteht aus zwei Teilen, der Altstadt und der Neustadt. Die Stadt brannte 1905 ab, wurde aber wieder aufgebaut. |
| Baradla-Höhle                                                             | Höhlen im Aggteleker und Slowakischen Karst                                      | 1995 | N   | 1624 | die transnationale Welterbestätte umfasst mehrere Höhlen in Ungarn und der Slowakei, darunter in Ungarn sieben Höhlen im Nationalpark Aggtelek                                                                                |
| Tausendjährige Benediktinerabtei Pannonhalma und ihre natürliche Umgebung | Tausendjährige Benediktinerabtei Pannonhalma und ihre natürliche Umgebung (Lage) | 1996 | K   | 758  | |
| Nationalpark Hortobágy - die Puszta                                       | Nationalpark Hortobágy - die Puszta                                              | 1999 | K   | 474  | Die Puszta von Hortobágy ist das größte und bekannteste mitteleuropäische Steppengebiet. |
| Frühchristliche Nekropole von Pécs                                        | Frühchristliche Nekropole von Pécs                                               | 2000 | K   | 853  | Frühchristlicher Friedhof in der Stadt Pécs |
| Kulturlandschaft Fertő/Neusiedler See                                     | Kulturlandschaft Fertő/Neusiedler See                                            | 2001 | K   | 772  | Neusiedler See mit Fertöd und Rust, grenzübergreifend mit Österreich |
| Historische Kulturlandschaft der Weinregion Tokaj                         | Historische Kulturlandschaft der Weinregion Tokaj                                | 2002 | K   | 1063 | |

## Tentativliste
In der Tentativliste sind die Stätten eingetragen, die für eine Nominierung zur Aufnahme in die Welterbeliste vorgesehen sind.

### Aktuelle Welterbekandidaten
Mit Stand 2022 sind elf Stätten in der Tentativliste von Ungarn eingetragen, die letzte Eintragung erfolgte 2017.
Die folgende Tabelle listet die Stätten in chronologischer Reihenfolge nach dem Jahr ihrer Aufnahme in die Tentativliste.
| Bild                                                                                   | Bezeichnung                                                                            | Jahr | Typ | Ref. | Beschreibung |
| -------------------------------------------------------------------------------------- | -------------------------------------------------------------------------------------- | ---- | --- | ---- | --- |
| Höhlen im Thermal-Karst-System von Buda                                                | Höhlen im Thermal-Karst-System von Buda                                                | 1993 | N   | 282  | |
| (weitere Bilder)                                                                       | Mittelalterliches Schloss von Esztergom (Lage)                                         | 1993 | K   | 277  | |
| Staatliches Gestüt von Mezöhegyes                                                      | Staatliches Gestüt von Mezöhegyes                                                      | 2000 | K   | 1500 | |
| Fossilien von Ipolytarnóc                                                              | Fossilien von Ipolytarnóc                                                              | 2000 | N   | 1502 | |
| Festungssystem beim Zusammenfluss der Flüsse Donau und Waag in Komárno – Komárom       | Festungssystem beim Zusammenfluss der Flüsse Donau und Waag in Komárno – Komárom       | 2007 | K   | 1498 | |
| Ödön Lechners unabhängige vormoderne Architektur                                       | Ödön Lechners unabhängige vormoderne Architektur                                       | 2008 | K   | 5366 | 5 Gebäude des ungarischen Architekten Ödön Lechner in Budapest und Kecskemét |
| Grenzen des Römischen Reichs – Ripa Pannonica in Ungarn                                | Grenzen des Römischen Reichs – Ripa Pannonica in Ungarn                                | 2009 | K   | 5452 | Zum 1. Februar 2018 wurde ein gemeinsamer Antrag Deutschlands, Österreichs, der Slowakei und Ungarns eingereicht, um diesen Abschnitt des Donaulimes in die Welterbeliste aufzunehmen. Die Entscheidung, ob der Donaulimes als UNESCO-Welterbe anerkannt wird, sollte im Juli 2019 fallen. Der Weltdenkmalrat, der das Welterbekomitee berät, hat diese Stätten zur Aufnahme in die Liste empfohlen. Doch die ungarische Regierung scherte kurzfristig aus dem Anerkennungsprozess aus, da sie nun wünschte, dass die Überreste der römischen Stadt Aquincum im Norden von Budapest aus dem Welterbe ausgeklammert werden sollten. Damit wurde die Bewerbung für alle Teilnehmenden hinfällig. Nach einer Überarbeitung des Vertragswerks sollte der Prozess 2021 wiederholt werden, doch erneut blockierte die Regierung Orbán in Ungarn kurz vor dem Abschluss des Anerkennungsverfahrens die Aufnahme des Donaulimes in die Welterbestätten. Da nun bedeutende Teile des Donaulimes in der ursprünglich vorgelegten Liste zum Donaulimes fehlten, verschob das Welterbekomitee die Entscheidung über den Antrag auf unbestimmte Zeit und setzte eine Arbeitsgruppe zur Lösung des noch nie vorgekommenen Problems ein. Am 30. Juli entschied das Welterbekomitee, den Donaulimes dennoch in die Welterbeliste aufzunehmen, wobei der ungarische Abschnitt vorerst ausgeklammert wird. |
| Netzwerk von Gebäuden des landwirtschaftlichen Erbes in Ungarn                         | Netzwerk von Gebäuden des landwirtschaftlichen Erbes in Ungarn                         | 2017 | K   | 6264 | Bereits 2000 vorgeschlagen. |
| Königssitze in Esztergom, Visegrád mit dem ehemaligen königlichen Wald im Pilisgebirge | Königssitze in Esztergom, Visegrád mit dem ehemaligen königlichen Wald im Pilisgebirge | 2017 | K   | 6267 | Esztergom und Visegrád waren bereits seit 2000 einzeln vorgeschlagen. |
| Hölzerne Glockentürme in der Oberen Tisza-Region                                       | Hölzerne Glockentürme in der Oberen Tisza-Region                                       | 2017 | K   | 6268 | Glockentürme der reformierten Holzkirchen von Nyírbátor, Kölcse, Zsurk, Vámosatya, Lónya, Tiszacsécse (alle schon 2000–2017 vorgeschlagen) und Nagyszekeres. |
| Kulturlandschaft Balaton-Hochland                                                      | Kulturlandschaft Balaton-Hochland                                                      | 2017 | K/N | 6269 | Zu dem Vorschlag gehören Tihany-Halbinsel (bereits seit 1993 vorgeschlagen), das Tapolca Basin, das Káli Basin und der Heilsee Hévíz, das Festetics Schloss in Keszthely mit dem Schlosspark, dem Georgikon Hof und dem historischen Bezirk Balatonfüred. |

### Ehemalige Welterbekandidaten
Diese Stätten standen früher auf der Tentativliste, wurden jedoch wieder zurückgezogen oder von der UNESCO abgelehnt. Stätten, die in anderen Einträgen auf der Tentativliste enthalten oder Bestandteile von Welterbestätten sind, werden hier nicht berücksichtigt.
| Bild                                                        | Bezeichnung                                                        | Jahr      | Typ | Ref. | Beschreibung |
| ----------------------------------------------------------- | ------------------------------------------------------------------ | --------- | --- | ---- | --- |
| Medizinische Bäder von Széchenyi                            | Medizinische Bäder von Széchenyi (Lage)                            | 1986–1986 | K   |      | Das Széchenyi-Heilbad in Budapest ist das größte seiner Art in Europa. |
| Budapester Ghetto und 4 Synagogen                           | Budapester Ghetto und 4 Synagogen (Lage)                           | 1993–2001 | K   |      | |
| Kulturelle Schichtung im historischen Zentrum von Pécs      | Kulturelle Schichtung im historischen Zentrum von Pécs (Lage)      | 1998–1998 | K   |      | Pécs ist eine der ältesten Städte Ungarns und war bereits zu vorgeschichtlicher Zeit ein Siedlungsort. Der Vorschlag wurde 1998 von der ICOMOS abgelehnt und von Ungarn zurückgezogen |
| Hölzerne Glockentürme im nördlichen Teil des Karpatenbecken | Hölzerne Glockentürme im nördlichen Teil des Karpatenbecken (Lage) | 2000–2017 | K   |      | Die hölzernen Glockentürme von Tákos, Uska, Szamostatárfalva, Márokpapi, Csaroda, Szalonna und Rásonysápberencs sind nicht mehr Teil der Nominierung von 2017.                        |